# 大葉山欖
大葉山欖（学名：Palaquium formosanum，又名：台湾胶木、蘭嶼芒果、杆仔樹、臭屁梭；噶瑪蘭語:qasup、達悟語:kolitan）是山榄科胶木属的樹皮富含乳汁，常綠喬木。分布於菲律賓、臺灣北部東部及南端海岸與蘭嶼綠島等地。多生于低海拔林中，主要作為海岸防風樹。樹皮可做為染料、果實可食用，目前已由人工引种栽培。

## 外形
大葉山欖葉枝端叢生，長橢圓形或長卵形，長10～15cm，先端圓或稍凹，基部創形。花冠6裂，裂片披針形；雄蕊12～15支，附著於雄蕊筒。果實橢圓形，長3.5cm，有宿存花柱。果實像橄欖狀、有一根細長的尖尾巴。樹皮富含乳汁，剝皮才能吃。種子紡錘形。由於大葉山欖高大清爽、枝葉扶疏、特性堅韌，且不長蟲蟻、果實可食，被作為噶瑪蘭族的精神標誌。

## 扩展阅读
- 維基物種上的相關：大叶山榄

## 外部連結
- 昆明植物研究所. . 《中国高等植物数据库全库》. 中国科学院微生物研究所.   [2009-02-25]. （原始内容存档于2016-03-05）.

- 大葉山欖的介紹（页面存档备份，存于）